# インバル・ラニル

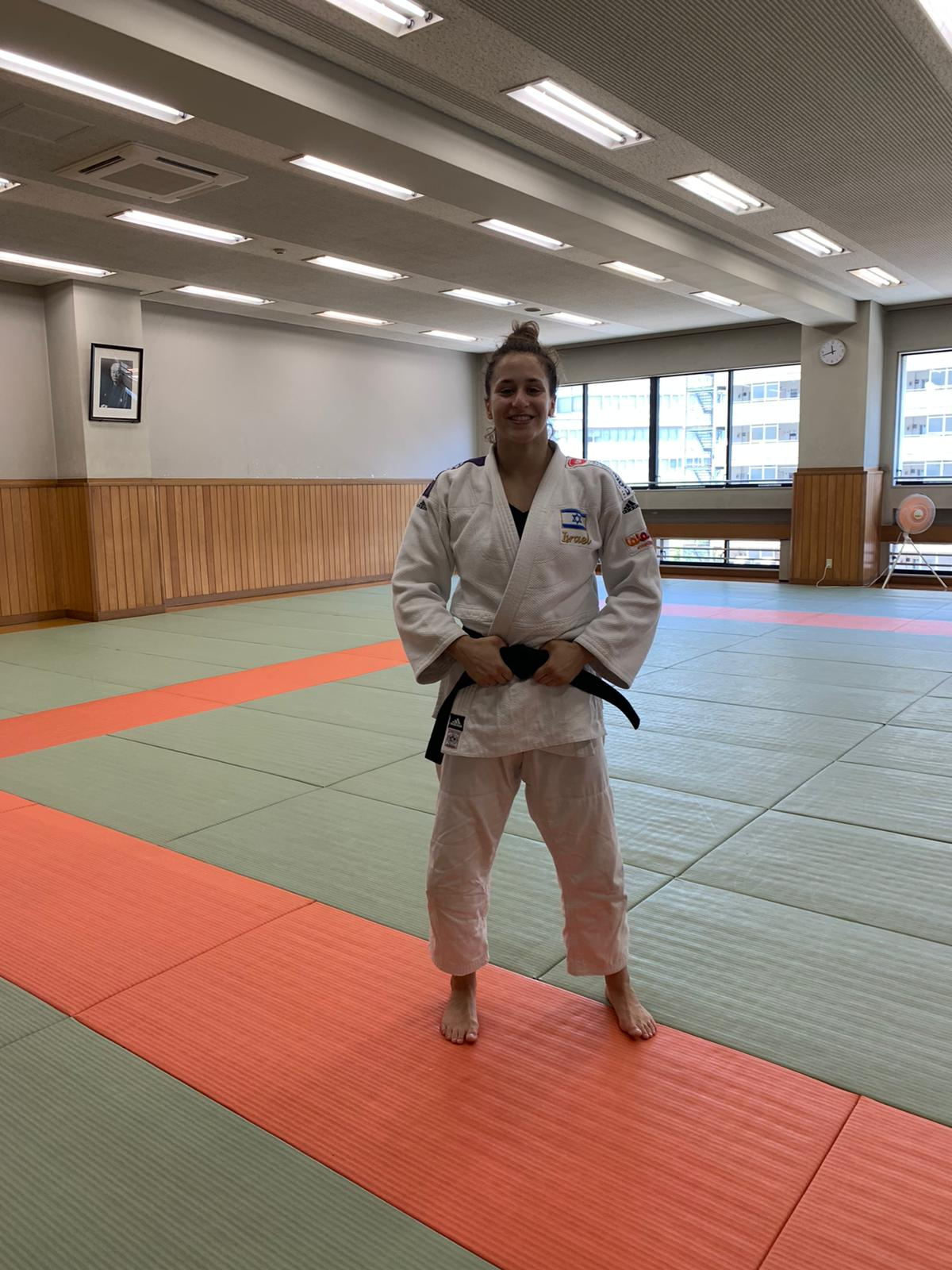

インバル・ラニル（Inbar Lanir 2000年4月3日- ）はイスラエル出身の柔道選手。階級は78kg級。

## 経歴
2019年のU23ヨーロッパ選手権78kg級で3位になった。2020年のヨーロッパジュニアでは3位だったが、U23ヨーロッパ選手権で優勝した。2021年のグランドスラム・タシケントとグランドスラム・トビリシでは3位になるも、世界選手権では7位にとどまった。7月に日本武道館で開催された東京オリンピックでは初戦で元世界チャンピオンであるブラジルのマイラ・アギアルに敗れた。東京オリンピック混合団体では選手登録されていただけで、実際の試合には一度も出場しなかったが、チームは3位になった。2023年の世界選手権では決勝まで進むと、フランスのオドレー・チュメオを浮落で破るなどオール一本勝ちで優勝した。ワールドマスターズでは決勝でフランスのマドレーヌ・マロンガを裏投で破ったのを始め、全試合を合わせて2分もかからずに優勝した。2024年のパリオリンピックでは優勝候補として挑むも、決勝でイタリアのアリーチェ・ベッランディに背負投で技ありを取られた後に反則負けを喫して完敗し、銀メダルにとどまった。
IJF世界ランキングは7573ポイント獲得で1位(25/2/17現在)。

## 主な戦績
- 2017年 - ヨーロッパユースオリンピックフェスティバル　5位(70kg級)
- 2019年 - U23ヨーロッパ選手権　3位
- 2020年 - ヨーロッパジュニア　3位
- 2020年 - U23ヨーロッパ選手権　優勝
- 2021年 - グランドスラム・タシケント　3位
- 2021年 - グランドスラム・トビリシ　3位
- 2021年 - 世界選手権　7位
- 2021年 - 東京オリンピック混合団体　3位
- 2021年 -　グランドスラム・パリ 3位
- 2021年 -　グランドスラム・バクー 2位
- 2021年 -　グランドスラム・アブダビ 3位
- 2022年 -　グランプリ・アルマダ 3位
- 2022年 -　グランドスラム・ウランバートル 2位
- 2022年 -　グランドスラム・ブダペスト 2位
- 2022年 -　グランプリ・ザグレブ 2位
- 2023年 -　グランドスラム・トビリシ　3位
- 2023年 -　世界選手権　優勝
- 2023年 -　グランドスラム・ウランバートル　優勝
- 2023年 -　ワールドマスターズ　優勝
- 2023年 - ヨーロッパ選手権 　3位
- 2023年 -　グランドスラム・東京　2位
- 2024年 -　ヨーロッパ選手権　3位
- 2024年 - パリオリンピック　2位
- 2025年 - グランドスラム・パリ　2位
- 2025年 - グランドスラム・タシケント　3位

(出典)